# Barceloneta (metropolitana di Barcellona)
Barceloneta è una stazione della L4 della Metropolitana di Barcellona, situata nel quartiere omonimo, nel distretto della Ciutat Vella. La stazione si trova nei pressi della spiaggia e del Parco della Cittadella, non molto lontano dalla Vila Olímpica. A meno di 500 metri si trova la stazione ferroviaria di Francia, collegata alla Linea 2 delle Cercanias e a varie linee di media e lunga distanza.
Vista la sua prossimità al mare, è la stazione meno profonda della metropolitana di Barcellona, escludendo quelle che non sono sotterranee. Il tratto di questa linea fu costruito a cielo aperto e il tunnel fu chiuso solo successivamente. La stazione fu inaugurata nel 1976 come parte della linea IV fino a quando, nel 1982, con la riorganizzazione delle linee divenne una stazione della Linea 4.